# Liophryne schlaginhaufeni
Espèce
Synonymes
- Sphenophryne schlaginhaufeni Wandolleck, 1911
- Sphenophryne klossi Boulenger, 1914

Statut de conservation UICN

 LC  : Préoccupation mineure
Liophryne schlaginhaufeni est une espèce d'amphibiens de la famille des Microhylidae.

## Répartition

Aire de répartition de Liophryne schlaginhaufeni.

Cette espèce est endémique de Nouvelle-Guinée. Elle se rencontre entre 15 et 1 550 m d'altitude dans le centre de l'île,.

## Description
Liophryne schlaginhaufeni mesure environ 40 mm. Son dos est jaune avec des taches noirâtres. Son ventre est blanchâtre ; sa gorge et la face interne de ses membres sont marbrées de brun.

## Étymologie
Son nom d'espèce, schlaginhaufeni, lui a été donné en l'honneur d'Otto Schlaginhaufen (1879-1973) qui a ramené les spécimens concernés.

## Publications originales
- Boulenger, 1914 : An annotated list of the batrachians and reptiles collected by the British Ornithologists Union Expedition and the Wollaston Expedition in Dutch New Guinea. Transactions of the Zoological Society of London, vol. 20, no 5, p. 247-275 (texte intégral).
- Wandolleck, 1911 "1910" : Die Amphibien und Reptilien der papuanischen Ausbeute Dr. Schlaginhaufens. Abhandlungen und Berichte des Zoologischen und Anthropologisch-Ethnographischen Museums zu Dresden, vol. 13, no 6, p. 1-15 (texte intégral).